# Credo del periodista
El credo del periodista (The Journalist's Creed) es una declaración personal sobre la ética periodística desarrollada por el periodista estadounidense Walter Williams en 1914. Ha sido publicado en más de 100 idiomas, y una placa de bronce de este credo se encuentra en el National Press Club en Washington D.C. Williams fue director del Columbia Missouri Herald y el decano fundador de la Missouri School of Journalism, la primera escuela de periodismo del mundo. En 1915, se publicó la quinta edición del manual Deskbook of The School of Journalism (una guía de referencia editada por la Missouri School of Journalism) en la que se incluyó 'El credo del periodista', y que pasó a considerarse el primer código deontológico para la profesión periodística del mundo.

## El credo del periodista
- CREO en la profesión del periodismo.
- CREO que el periódico es la confianza del público; que todos los que están relacionados con él son, en el amplio sentido de su responsabilidad, depositarios de la confianza del público; y que la aceptación de un servicio que menoscabe el interés público es una traición a esa confianza.
- CREO que pensamientos y expresiones claras, precisión e imparcialidad son reglas fundamentales del buen periodismo.
- CREO que un periodista solo debe escribir aquello que, con profunda convicción, cree que es verdad.
- CREO que la supresión de las noticias, por cualquier otra razón que no sea el bienestar de la sociedad, es indefendible.
- CREO que nadie debe escribir como periodista lo que no diría como caballero; que debe evitarse el soborno con el dinero propio tanto como el que proviene del bolsillo ajeno; no exime de responsabilidad personal alguna actuar siguiendo instrucciones de otros o por dividendos hacia otros.
- CREO que anuncios, noticias y editoriales deben servir en el mismo grado a los intereses de los lectores; que el mismo criterio de honestidad, pureza y utilidad debe ser aplicada a todos los contenidos por igual; que el periodismo es realmente bueno en la medida en que cumple un servicio público.
- CREO que el periodismo de mayor éxito es el que teme a Dios y honra al hombre; es decididamente independiente, no se deja influir ni por los elogios ni por la ambición de poder, es constructivo y tolerante, pero nunca descuidado; está autorregulado y es siempre paciente y respetuoso con sus lectores, pero nunca se dejará intimidar; reacciona con prontitud e indignación ante las injusticias; permanece inamovible ante la atracción del privilegio o el clamor de la turba; el que busca dar a cada hombre una oportunidad, y el que (en la medida en que la ley, el sueldo justo y el reconocimiento de humanidad lo permiten) da a todos los hombres la misma oportunidad; es profundamente patriótico mientras trata de promover la buena voluntad internacional y cimentar la camaradería entre países, es un periodismo de la humanidad, que nace de y para el mundo de hoy.